# Uríbarri (Burgos)
Uribarri es un despoblado que actualmente forma parte del municipio de Condado de Treviño, en la provincia de Burgos, Castilla y León (España).

## Historia
Documentado desde antiguo, se dice que estaba situado entre las localidades de Aguillo, Marauri y Sáseta.
Se desconoce cuándo se despobló.